# Hlin
Hlin – nordycka bogini opieki i pocieszenia z rodu Azów. W mitologii nordyckiej jedna z trzech służek Frigg (razem z Fullą i Gna). Jej zadaniem była opieka nad ludźmi i pocieszanie zasmuconych. Hlin wypatrywała ludzi pogrążonych w rozpaczy, sfruwała do nich i wycałowywała ich łzy do sucha.